# Anisacate
Anisacate è una città dell'Argentina nella provincia di Córdoba.

## Popolazione
Al censimento del 2001 la località aveva una popolazione di 2.010 abitanti. Con i vicini comuni di Villa La Bolsa, Villa Los Aromos, La Serranita, Valle de Anisacate e La Rancherita forma un conglomerato la cui popolazione è censita in 4.191 unità.